# Union für Demokratie und Republik
Die Union für Demokratie und Republik (französisch Union pour la Démocratie et la République-Tabbat, Kürzel: UDR-Tabbat) ist eine politische Partei in Niger.

## Geschichte
Die Union für Demokratie und Republik entstand im September 1999 unter der Führung von Amadou Boubacar Cissé als Abspaltung vom Bündnis für Demokratie und Fortschritt (RDP-Jama’a). Bis dahin war Cissé der stellvertretende Parteivorsitzende der RDP-Jama’a gewesen.
Bei den Parlamentswahlen von 2004 gelang der UDR-Tabbat in einem von der Nigrischen Partei für Demokratie und Sozialismus (PNDS-Tarayya) angeführten Wahlbündnis der Einzug in die Nationalversammlung. Die Parlamentswahlen von 2009 wurden von der UDR-Tabbat wie von den größeren Oppositionsparteien aus Protest gegen Staatspräsident Mamadou Tandja boykottiert. Die Partei gehörte zu den lautstarksten Gegnern Tandjas, der 2010 bei einem Staatsstreich gestürzt wurde. Amadou Boubacar Cissé kandidierte bei den Präsidentschaftswahlen von 2011, bei denen er 1,6 % der Stimmen erhielt. Ab den Parlamentswahlen von 2011 war die UDR-Tabbat mit sechs von 113 Sitzen in der Nationalversammlung vertreten. Die Partei schloss sich im selben Jahr mit 32 weiteren politischen Parteien und Gruppierungen in einer Allianz zusammen, die sich auf gemeinsame Grundsätze verständigte und zusagte, die Regierung des neu gewählten Staatspräsidenten Mahamadou Issoufou (PNDS-Tarayya) bei ihren Vorhaben zu unterstützen. Bei den Parlamentswahlen von 2016 gewann die UDR-Tabbat zwei von 171 Sitzen in der Nationalversammlung. Bei den Präsidentschaftswahlen von 2016 wurde Amadou Boubacar Cissé neunter von fünfzehn Kandidaten.
Infolge der Parlamentswahlen von 2020 ist die Partei nicht mehr in der Nationalversammlung vertreten. Amadou Boubacar Cissé wurde bei den Präsidentschaftswahlen von 2020 mit 0,35 % der Wählerstimmen 27. von 30 Bewerbern um das höchste Amt im Staat.